# Omignano
Omignano é uma comuna italiana da região da Campania, província de Salerno, com cerca de 1.536 habitantes. Estende-se por uma área de 10 km², tendo uma densidade populacional de 154 hab/km². Faz fronteira com Casal Velino, Lustra, Salento, Sessa Cilento, Stella Cilento.

## Demografia
| Variação demográfica do município entre 1861 e 2011                               |
|                                                                                   |
| Fonte: Istituto Nazionale di Statistica (ISTAT) - Elaboração gráfica da Wikipedia |